# Гуарасиаба-ду-Норти
Гуарасиаба-ду-Норти (порт. Guaraciaba do Norte)  —  город и муниципалитет в Бразилии, входит в штат Сеара. Составная часть мезорегиона Северо-запад штата Сеара. Входит в экономико-статистический  микрорегион Ибиапаба. Население составляет 38 529 человек на 2006 год. Занимает площадь 611,463 км². Плотность населения — 63,0 чел./км².
Праздник города — 12 мая. 

## История
Город основан в 1791 году.

## Статистика
- Валовой внутренний продукт на 2003 составляет 72.517.573,00 реалов (данные: Бразильский институт географии и статистики).
- Валовой внутренний продукт на душу населения на 2003 составляет 1.963,76 реалов (данные: Бразильский институт географии и статистики).
- Индекс развития человеческого потенциала на 2000 составляет 0,629 (данные: Программа развития ООН).